# San Jacinto (Masbate)
San Jacinto é um município de  quarta classe de renda municipal (d) na província Masbate, nas Filipinas. De acordo com o censo de 1 de maio  de  2020 possui uma população de 29 686 pessoas e 7 474 domicílios.